# Willy Schmelcher
Willy Schmelcher, född 25 oktober 1894 i Eppingen, död 15 februari 1974 i Saarbrücken, var en tysk SS-Gruppenführer och generallöjtnant i polisen.

## Biografi
Schmelcher stred i första världskriget och blev vid dess slut brittisk krigsfånge. År 1925 avlade han diplomingenjörsexamen vid Technische Hochschule i Stuttgart och arbetade därefter i bland annat Neustadt. Från 1920 till 1928 tillhörde Schmelcher det paramilitära Bund Wiking och efter dess upplösning blev han medlem i Nationalsocialistiska tyska arbetarepartiet (NSDAP) och Sturmabteilung (SA). Två år senare gick han över från SA till Schutzstaffel (SS). I september 1932 utnämnde Gauleiter Josef Bürckel Schmelcher till chef för 10. SS-Standarte i Kaiserslautern.

### SS- och polischef
Den 22 juni 1941 inledde Tyskland Operation Barbarossa, anfallet på den tidigare bundsförvanten Sovjetunionen. I november samma år utsågs Schmelcher till SS- och polischef (SS- und Polizeiführer, SSPF) i Tschernigow. Schmelcher ansvarade för att stadens judar mördades. Därefter var han 1943 under drygt fyra månader SS- och polischef i Shitomir. Under andra världskrigets sista halvår beklädde han posten som Högre SS- och polischef (Höhere SS- und Polizeiführer, HSSPF) i ämbetsområdet Warthe med Posen som tjänstesäte.

### Webbkällor
- ”Schmelcher, Willy / 1894–1974” (på tyska). Rheinland-Pfälzische Personendatenbank. Arkiverad från originalet den 6 maj 2014. https://www.webcitation.org/6PNM8EM8A?url=http://www.rlb.de/cgi-bin/wwwalleg/srchrnam.pl?db=rnam. Läst 6 maj 2014.